# Tomuțești
Tomuțești falu Romániában, Erdélyben, Fehér megyében. Közigazgatásilag Aranyosvágás községhez tartozik.

## Fekvése
Aranyosvágás közelében fekvő település.

## Története
Tomuţeşti korábban Aranyosvágás része volt. 1956 körül vált külön, ekkor 150 lakosa volt. 1966-ban 171, 1977-ben 148, 1992-ben 131, 2002-ben pedig 119 román lakosa volt.